# 东汉驹
東漢駒（？—592年12月），日本飞鸟时期人物。父亲为東漢直磐井（祖先阿知使主），根据《圣德太子传历》一书记载，东汉直驹又名“盤”和“驹子”。崇峻天皇5年（592年）11月，作为苏我马子的刺客刺杀了崇峻天皇（他说只知有苏我不知有天皇），但是同月，即被苏我马子借故杀害灭口。